# 7beta-idrossisteroide deidrogenasi (NADP+)
La 7beta-idrossisteroide deidrogenasi (NADP+) è un enzima appartenente alla classe delle ossidoreduttasi, che catalizza la seguente reazione:
a 7β-idrossisteroide + NADP+ ⇄ un 7-ossosteroide + NADPH + H+
Catalizza l'ossidazione del gruppo 7β-idrossile degli acidi grassi come l'ursodeossicolato.